# EMAF
A EMAF é uma importante feira profissional portuguesa de máquinas-ferramentas e acessórios que decorre de dois em dois anos no Grande Porto, no recinto da Exponor, em Leça da Palmeira, Matosinhos.
A EMAF realizou-se pela primeira vez em 1968, ainda no recinto do Pavilhão dos Desportos, com a designação de Exposição Internacional de Máquinas-Ferramentas. A partir de 1987 passou a realizar-se na Exponor. Sempre teve periodicidade bienal, realizando-se no mês de Novembro dos anos pares. A edição de 2010 realizou-se entre 10 de Novembro e 13 de Novembro e contou com 387 empresas expositoras, distribuídas por 14 911 metros quadrados de área de exposição e com 28 503 visitantes.